# Albrecht Behmel
Pour les articles homonymes, voir Behmel.
Albrecht Behmel est un romancier, historien et essayiste allemand, né le 24 mars 1971.

## Formation
Albrecht Behmel a effectué ses études d'histoire et de philosophie à l'Université de Heidelberg avec les professeurs Hans-Georg Gadamer, Klaus von Beyme et Volker Sellin et à l'Université Humboldt de Berlin avec le professeur Herbert Schnädelbach. Il a publié sa première pièce de théâtre à l'âge de 20 ans. Après avoir vécu à Stuttgart, Heidelberg, Paris et Casablanca, Albrecht Behmel a déménagé à Berlin en 1994.

## FilmforumPRO
Albrecht Behmel a fondé un club professionnel rassemblant des écrivains, des réalisateurs et des producteurs de films, FilmforumPRO. Cette structure comptait cinq membres en 2008 et en rassemblait plus de 600 fin 2011. L'objectif primordial du club est de fournir des financements à des scénarios et à des formats.

## Publications
Albrecht Behmel a publié des romans, comme l'Homo Sapiens; des émissions radiophoniques récompensées par des prix, des scénarios de films et des pièces de théâtre ainsi que des travaux non fictionnels. Il a travaillé pour diverses chaînes de télévision allemandes comme Pro7 ou ARD et internationales comme ARTE. Il a également traduit la Chanson des Nibelungen, un poème médiéval épique du moyen haut-allemand en allemand moderne.

## Idées politiques
Albrecht Behmel cultive une vision libérale, hostile au rôle de l'État, humaniste et anarcho-libérale sur la société moderne ainsi qu'un certain scepticisme face à la plupart des idéologies et des conventions sociales établies. Il a été membre du parti libéral FDP entre 2001 et 2010.

## Style littéraire
Ses romans contiennent une large variété d'argots et de dialectes allemands. Homo Sapiens a été comparé à l'œuvre de l'écrivain israélien Ephraim Kishon. Les livres d'Albrecht Behmel évoquent Berlin, les horreurs de la vie urbaine, l'insomnie, les chevaux, les médicaments et les pièges de la communication en ligne.

## Récompenses et distinctions
Prix de l'académie allemande des arts vivants pour Ist das Ihr Fahrrad, M. O'Brien?- Eine Hörspielcollage aus der Welt der Wissenschaft und des Suffs, Réalisation : Nikolai von Koslowski, 2003.

## Publications
- Homo Sapiens Berliner Art. Schenk, Passau 2010,  (ISBN 978-3-939337-78-2)
- Die Berliner Express-Historie. 80000 Jahre in 42 Schlückchen. Verlag an der Spree, Berlin 2007,  (ISBN 978-3-9809951-5-3)
- Ist das Ihr Fahrrad, Mr. O'Brien?  Eine Hörspielcollage aus der Welt der Wissenschaft und des Suffs. SR 2003
- Das Nibelungenlied. Ein Heldenepos in 39 Abenteuern.  Nacherzählung. Ibidem-Verlag, Stuttgart 2001,  (ISBN 3-89821-145-2)
- Auf dem Rücken der Pferde liegt das Glück dieser Erde. Weltbild, Augsburg 2006,  (ISBN 3-8289-8118-6)
- Von der Kunst, zwischen sich und dem Boden ein Pferd zu behalten. Berlin 2005,  (ISBN 3-89769-910-9)
- Die Mitteleuropadebatte in der Bundesrepublik Deutschland. Zwischen Friedensbewegung, kultureller Identität und deutscher Frage. Ibidem-Verlag, Hannover 2011,  (ISBN 978-3-8382-0201-3)
- 1968 – Die Kinder der Revolution. Der Mythos der Studentenbewegung im ideengeschichtlichen Kontext des „hysterischen Jahrhunderts“ 1870 bis 1968. Hannover 2011,  (ISBN 978-3-8382-0203-7)
- Erfolgreich im Studium der Geisteswissenschaften. Francke, Tübingen 2005,  (ISBN 3-7720-3371-7)
- Manuskripte druckreif formatieren. Ibidem-Verlag, Stuttgart 2001,  (ISBN 3-89821-137-1)
- Was sind Gedankenexperimente? Kontrafaktische Annahmen in der Philosophie des Geistes – der Turingtest und das Chinesische Zimmer. Stuttgart 2001,  (ISBN 3-89821-109-6)
- Themistokles, Sieger von Salamis und Herr von Magnesia. Die Anfänge der athenischen Klassik zwischen Marathon und Salamis. Stuttgart 2000,  (ISBN 3-932602-72-2)